# 小行星5881
小行星5881（5881 Akashi）是一颗绕太阳运转的小行星，为主小行星带小行星。该小行星于1992年9月27日发现。

## 轨道参数
小行星5881的轨道半长轴为2.8524600 UA，离心率为0.081。